# Ulrich Loth

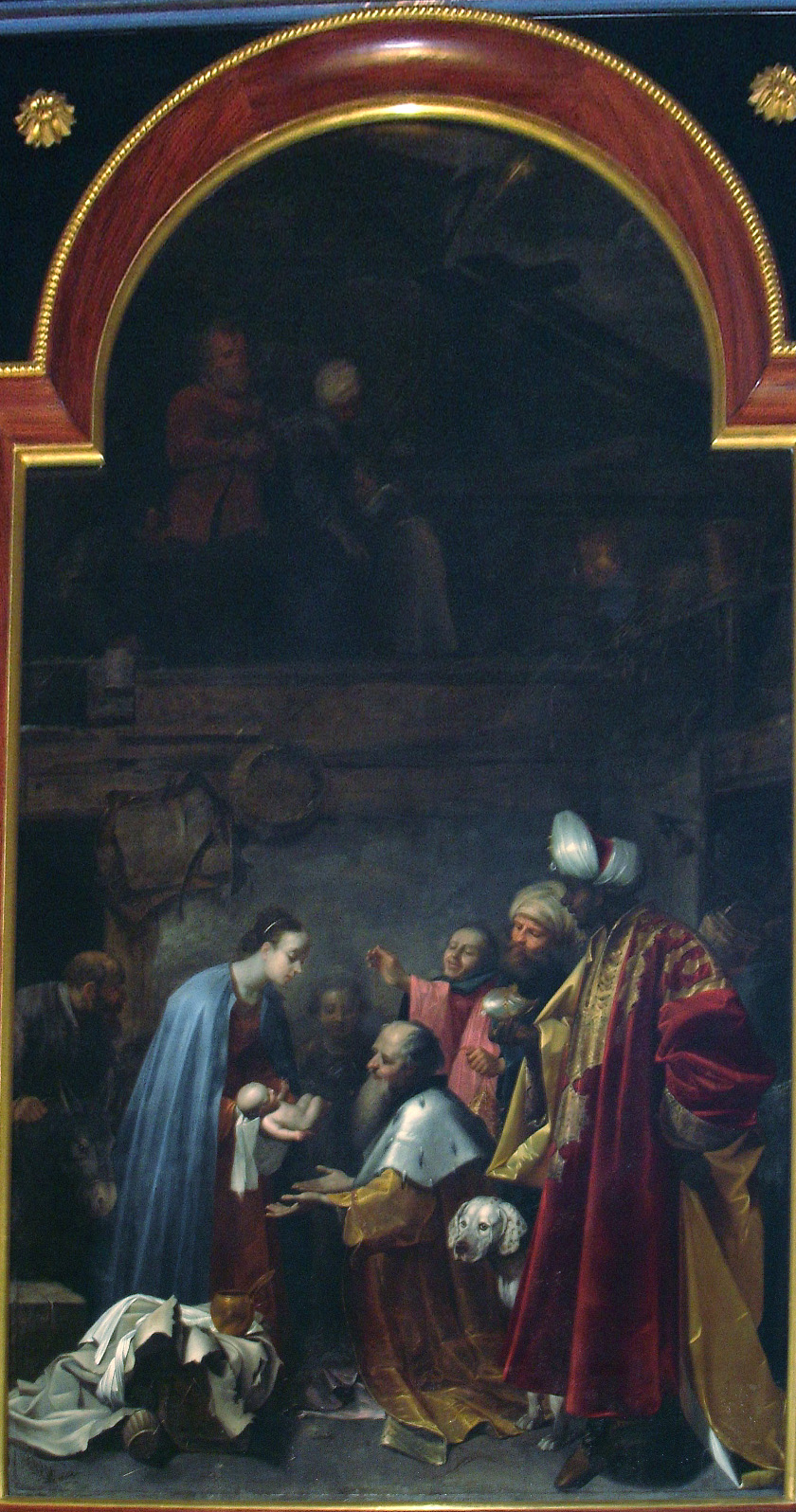
U. Loth, Adorazione dei Magi, 1628, Monaco, Frauenkirche

Ulrich (o Johann Ulrich) Loth (Monaco di Baviera, ante 1599 – Monaco di Baviera, 1662) è stato un pittore tedesco del primo barocco, attivo prevalentemente in Baviera.

## Vita
Ulrich Loth nacque probabilmente a Monaco prima del 1599. La sua carriera iniziò presso il pittore di corte Peter Candid. Sovvenzionato dall'elettore Massimiliano I viaggiò in Italia tra il 1619 e il 1623. Rientrato a Monaco lavorò ancora diversi anni come stimato pittore di corte, prima di dedicarsi alle crescenti commesse private. Sposò nel 1624 Libia Krumpper, dalla quale ebbe nel 1632 il figlio Johann Carl Loth. Ulrich Loth morì a Monaco nel 1662.

## Opere scelte
- Adorazione dei Magi, 1628, Frauenkirche (Monaco di Baviera)
- La Morte della Vergine, 1629, Duomo di Freising
- Santi Giorgio e Margareta, 1632, Frauenkirche (Monaco di Baviera)
- Ultima Cena, 1644, Chiesa di San Pietro (Monaco di Baviera)
- Pentecoste, 1649, Heilig-Geist-Kirche, Monaco di Baviera

## Mostra
- Ulrich Loth: Zwischen Caravaggio und Rubens, 8 maggio – 7 settembre 2008, Alte Pinakothek Monaco di Baviera